# Niânkhba
 (mars 2023).
Niânkhba est un fonctionnaire égyptien de la fin de la Ve dynastie, en fonction sous le roi Ounas. Niânkhba est vizir et donc le fonctionnaire le plus important de la cour royale.

## Sépulture
Niânkhba est connu par son mastaba à côté de la pyramide d'Ounas. Le mastaba a été retrouvé fortement détruit. Son nom et ses titres ne sont connus que par les inscriptions trouvées dans la chambre funéraire dont les murs étaient décorés. Le sarcophage de la chambre funéraire portait des inscriptions.